# Condado de Garza
O condado de Garza é um dos 254 condados do Estado americano do Texas. A sede do condado é Post, e sua maior cidade é Post.
O condado possui uma área de 2 321 km² (dos quais 2 km² estão cobertos por água), uma população de 4 872 habitantes, e uma densidade populacional de 2 hab/km² (segundo o Censo dos Estados Unidos de 2000).
O condado foi fundado em 1876.